# Mosquée Hamza-Bey
Ne doit pas être confondue avec la mosquée de Hamza-bey à Sanski Most (Bosnie-Herzégovine).
La mosquée Hamza-Bey (en turc : Hamza Bey Camii, en grec moderne : Χαμζά Μπέη Τζαμί / Chamzá Béi Tzamí), connue localement sous le nom d' « Alkazár » (Αλκαζάρ), est un édifice ottoman situé à Thessalonique, dans la région de Macédoine-Occidentale, en Grèce. Initialement érigée en 1467-1468 par une femme du nom d'Hasfa, il s'agit de la plus ancienne mosquée de la ville. Elle fut nommée en l'honneur d'Hamza Bey, identifié par certains auteurs comme l'illustre capitan pacha de la flotte ottomane, beylerbey d'Anatolie et artisan de la prise de Thessalonique en 1430.

## Histoire

### Débat sur l'histoire du commanditaire
Une inscription dédicatoire conservée sur la façade du monument indique que celui-ci a été érigé par Hasfa, fille d'Hamza Bey. Toutefois, il n'existe pas de consensus scientifique sur l'histoire de ces deux personnages. L'identification du dédicataire ou du commanditaire au célèbre Hamza Bey, exécuté en 1461 par le voïvode valaque Vlad III l'Empaleur, reste soumise à débat. Machiel Kiel (en) suppose que le dédicataire est Şarabdar Hamza Bey, commandant militaire devenu beylerbey d'Anatolie en 1460. Heath W. Lowry (en) affirme lui que le monument fut commandité par un descendant de Gazi Evrenos (en), Evrenosoğlu Hamza Bey, en l'honneur de sa fille Hafsa décédée quelques années plus tôt. En tout état de cause, un defter de 1478 fait référence à la propriété sous le nom d'Hamza Bey et non celui d'Hasfa. Essayant d'expliquer ce changement de nom, le géographe du XVIe siècle Asik Mehmed prétend que le nom d'Hafsa n'a pas été établi à cause de difficultés de prononciation.

### Construction et autres travaux à l'ère ottomane
L'édifice fut construit en 1467-1468 en tant que masjid, une petite mosquée sans minaret servant au culte quotidien. Il fut agrandi avant 1592-1593, probablement durant la seconde moitié du XVIe siècle, de deux espaces latéraux rectangulaires voûtés (à l'est et à l'ouest), d'un porche reconstruit au nord et d'un minaret à l'angle sud-ouest pour devenir une camii, c'est-à-dire une mosquée accueillant la prière du vendredi. Au cours d'une phase vraisemblablement ultérieure, le porche fut intégré dans un péristyle, déplaçant de fait l'entrée principale du complexe plus au nord. Sur la base d'une seconde inscription, Machiel Kiel affirme que l'édifice fut reconstruit en 1618-1619, potentiellement à la suite d'un incendie ou d'un tremblement de terre, par Kapuci Mehmed Bey. Cette rénovation concerna principalement les parties supérieures du monument, notamment les fenêtres du tambour, tandis que les parties inférieures furent globalement préservées,.

### Des usages successifs à l'utilisation future comme musée
La mosquée resta ouverte au culte jusqu'en 1923. Après l'échange de populations consécutif au traité de Lausanne, le bâtiment échut à la Banque nationale de Grèce au titre des biens échangeables du mufti de Thessalonique. Il servit à l'époque de bureau télégraphique et de bâtiment militaire. Estimé à 261 000 drachmes en 1927, il fut vendu l'année suivante, et ce malgré son classement au titre des bâtiments protégés de Grèce par décret présidentiel le 25 mai 1926. Devenu propriété d'un commerçant grec de Hambourg, puis légué à la Croix-Rouge en 1977 par la veuve et le fils du propriétaire, le monument servit pendant 78 ans comme centre commercial et cinéma.
Rentrée dans le giron du ministère de la Culture en 2006, la mosquée fait depuis lors l'objet d'importants travaux de restauration. Ceux-ci sont conduits par le 9e Éphorat des antiquités byzantines et en partie financés par des fonds européens, en lien avec la construction du métro de Thessalonique. Le creusement de la station Venizélou (en), à proximité immédiate de la mosquée, nécessite des mesures de consolidation afin de pallier les nombreux déséquilibres structurels constatés. Autour du dôme, quatre cerclages d'acier inoxydable permettent notamment de renforcer le bâtiment contre les vibrations, qu'elles soient d'origine sismique ou causées par le fonctionnement du métro. En outre, la restauration s'attache à redonner au péristyle son esthétique originelle, lourdement entachée par la longue utilisation du lieu comme cinéma,. À la mise en service du métro à l'horizon 2023, l'édifice devrait accueillir une partie des vestiges des fouilles archéologiques conduites alentour,.

## Architecture
Avec ses 40 m de long et ses 30 m de large, la mosquée Hamza-Bey est la plus grande de Grèce. La salle de prière carrée de 14,1 m de côté est surmontée d'une grande coupole qui repose sur un tambour octogonal sur pendentifs percé de huit fenêtres. Deux petits dômes surmontent également le porche et l'entrée principale au nord. Les parties inférieures, datant de l'édifice originel, sont bâties en appareil cloisonné tandis que les modifications ultérieures présentent une maçonnerie plus légère,.
Le péristyle, étonnement désaxé, est composé de 23 colonnes, principalement en marbre blanc mais également en marbre vert de Thessalie, en granit rouge et gris, avec plusieurs remplois de chapiteaux byzantins,. Ces derniers, datés entre le Ve et le VIe siècle, pourraient provenir d'une basilique proto-byzantine dont des traces ont été retrouvées dans le sous-sol de l'édifice,. Les arches sont composés de briques recouvertes de plâtre coloré imitant l'apparence de pierre de taille de couleur blanche et rouge. Ce vaste atrium à colonnade est le seul dans l'histoire architecturale ottomane des mosquées à ne pas avoir été construit par un sultan, et le seul en dehors des capitales que furent Constantinople et Adrianople,,. Une partie du dallage en marbre blanc de la cour est également conservé.